# Глаза влюблённых
Глаза влюблённых представляли собой миниатюры Георгианской эпохи, обычно написанные акварелью на слоновой кости, они изображали глаз или глаза супруга, любимого человека или ребёнка. Их обычно заказывали по сентиментальным причинам и часто носили в виде браслетов, брошей, подвесок или колец с богато украшенной оправой, служа тем же эмоциональным потребностям, что и медальоны, скрывающие портреты или пряди волос. Эта мода началась в конце 1700-х годов, и некоторые из первых произведений были созданы такими миниатюристами, как Ричард Косвей и Джордж Энглхарт.

## История

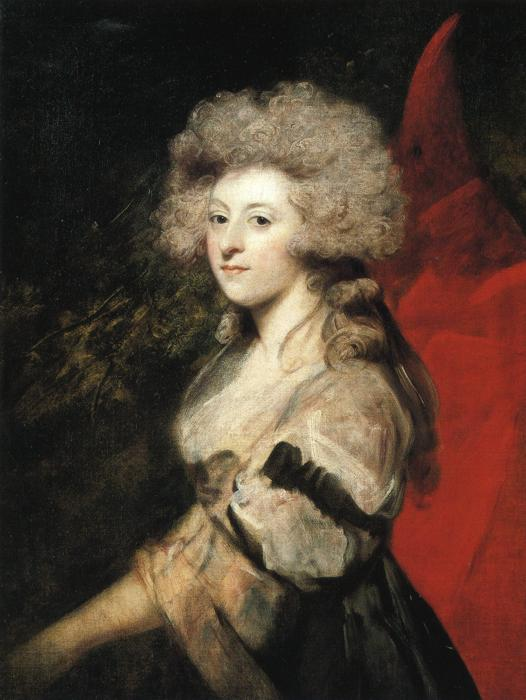
Мария Фицгерберт, ок. 1788 года

Считается, что глаза влюблённых возникли, когда принц Уэльский (позже Георг IV) почувствовал необходимость послать вдове Мари-Анне Фицгерберт знак своей любви. Этот жест и связанная с ним романтика не одобрялись королевским двором, поэтому был нанят миниатюрист, чтобы нарисовать только глаз и тем самым сохранить анонимность и приличия. Пара заключила брак 15 декабря 1785 года, хотя все присутствующие знали, что брак недействителен в соответствии с Законом о королевских браках, поскольку Георг III не одобрил его. Считается, что миниатюру глаза Марии, подаренную в ответ, Георг IV носил, спрятав под лацканом. Это послужило тому, что глаза влюблённых вошли в моду, появившись между 1790 и 1820-ми годами при дворах и в богатых семьях Англии, России, Франции и, реже, Америки.
Эти миниатюры можно было встретить и на различных других безделушках, в обрамлении драгоценных камней на крышках контейнеров для зубочисток, табакерок и других мелких сосудов. Иногда они содержали пряди волос, подаренные натурщиком, чтобы ещё больше подчеркнуть сентиментальность произведения. Волосы могли быть либо включены в сам портрет, либо заключены в стекло или кристалл на ювелирном изделии.
Высокие цены на эти предметы создали процветающий рынок подделок.
В дневнике леди Элеоноры Батлер описано прибытие молодого человека, совершившего гран-тур и привезшего с собой «Глаз, сделанный в Париже и вставленный в кольцо — настоящая французская идея».